# Света Петка — Крст у пустињи
Света Петка — Крст у пустињи је српско-јордански биографски и драмски филм из 2022. године, у режији Хаџи-Александара Ђуровића, по роману Петкана Љиљане Хабјановић Ђуровић. Главне улоге глуме: Милена Предић, Милица Стефановић, Мирирам Амер, Филип Хајдуковић, Стефан Јевтовић, Самаја Амарин, Андреј Шепетковски, Даниел Сич, Бранислав Томашевић, Јадранка Селец и Младен Совиљ.
Пројекат је 2018. године на предлог Филмског центра Србије подржала Влада Републике Србије, односно Министарство културе и информисања. На конкурсу 2017. године, средства је доделио и Секретаријат за културу АП Војводине, а подржан је и од стране Краљевског филмског центра Јордана. Снимање је завршено крајем 2019, али је услед пандемије ковида 19 постпродукција филма окончана тек 2021. године. Сниман је на локацијама у јорданским пустињама, Србији, Румунији и Јашију, где се данас налазе мошти Свете Петке.
Премијерно је приказан 29. августа 2022. године на 44. Московском филмском фестивалу, а у Србији 6. септембра у Дому синдиката, док је 8. септембра пуштен у биоскопе.

## Радња
Побожна девојка Параскева напушта свој живот међу људима у граду Константинопољу и након ходочашћа у Јерусалим одлази у јорданску пустињу где проводи наредних 40 година свог живота борећи се са искушењима, гресима и унутрашњим демонима. Прати се њен пут од обичне девојке до највољеније и најпоштованије светитељке православља.
Бочна прича говори о две жене (Арапкињи Зејнеби из бедуинског племена и Параскеви) које потичу из различитих културних, социјалних и верских средина, али деле исте људске емоције и вредности, и стварају необично пријатељство својим чистим срцима. Током боравка у пустињи, Зејнеба је Параскевин једини пријатељ, али и огледало и одраз спољњег света који је Параскева напустила.

## Улоге
| Глумац                    | Улога                   |
| ------------------------- | ----------------------- |
| Милена Предић             | Параскева / Света Петка |
| Милица Стефановић         | демон                   |
| Мирирам Амер              | Зејнеба                 |
| Филип Хајдуковић          | Архангел Гаврило        |
| Стефан Јевтовић           | глас Архангела Гаврила  |
| Андреј Шепетковски        | Георгије                |
| Даниел Сич                | Јевтимије               |
| Бранислав Томашевић       | цариградски племић      |
| Јадранка Селец            | Петкина мајка           |
| Вивијан Хумљан            | Петкин отац             |
| Младен Совиљ              | пастир                  |
| Јана Тодоровић            | најмлађа Петка          |
| Силма Махмути             | мала Петка              |
| Симон Јегоровић           | мали Јевтимије          |
| Абдулрахман Баракат       | пустињак                |
| Самаја Амарин             | мала Зајнеба            |
| Моатаз Абу ел Ганам       | Зејнебин супруг         |
| Ненад Гвозденовић         | слепи косовски витез    |
| Бранка Шелић              | Милица Хребељановић     |
| Љиљана Хабјановић Ђуровић | Света Јефимија          |
| Милован Ђуровић           | српски племић           |
| Хаџи-Александар Ђуровић   | Синђел                  |
| Саро Караогланијан        | Исмаил                  |
| Маја Свелех               | Медина                  |
| Харун Амарин              | Зејнебин отац           |
| Петар Лечић               | Георгијев син           |
| Андрија Ражнатовић        | Стефан Лазаревић        |
| Борис Обренов             | Вук Лазаревић           |
| Добривоје Лазаревић       | Патријарх српски Сава V  |